# Stary cmentarz żydowski w Goraju
Stary cmentarz żydowski w Goraju – kirkut społeczności żydowskiej niegdyś zamieszkującej Goraj. Nie wiadomo dokładnie kiedy powstał, być może miało to miejsce w XVII wieku. Ma powierzchnię 0,5 ha. 